# 重庆市巴蜀中学校

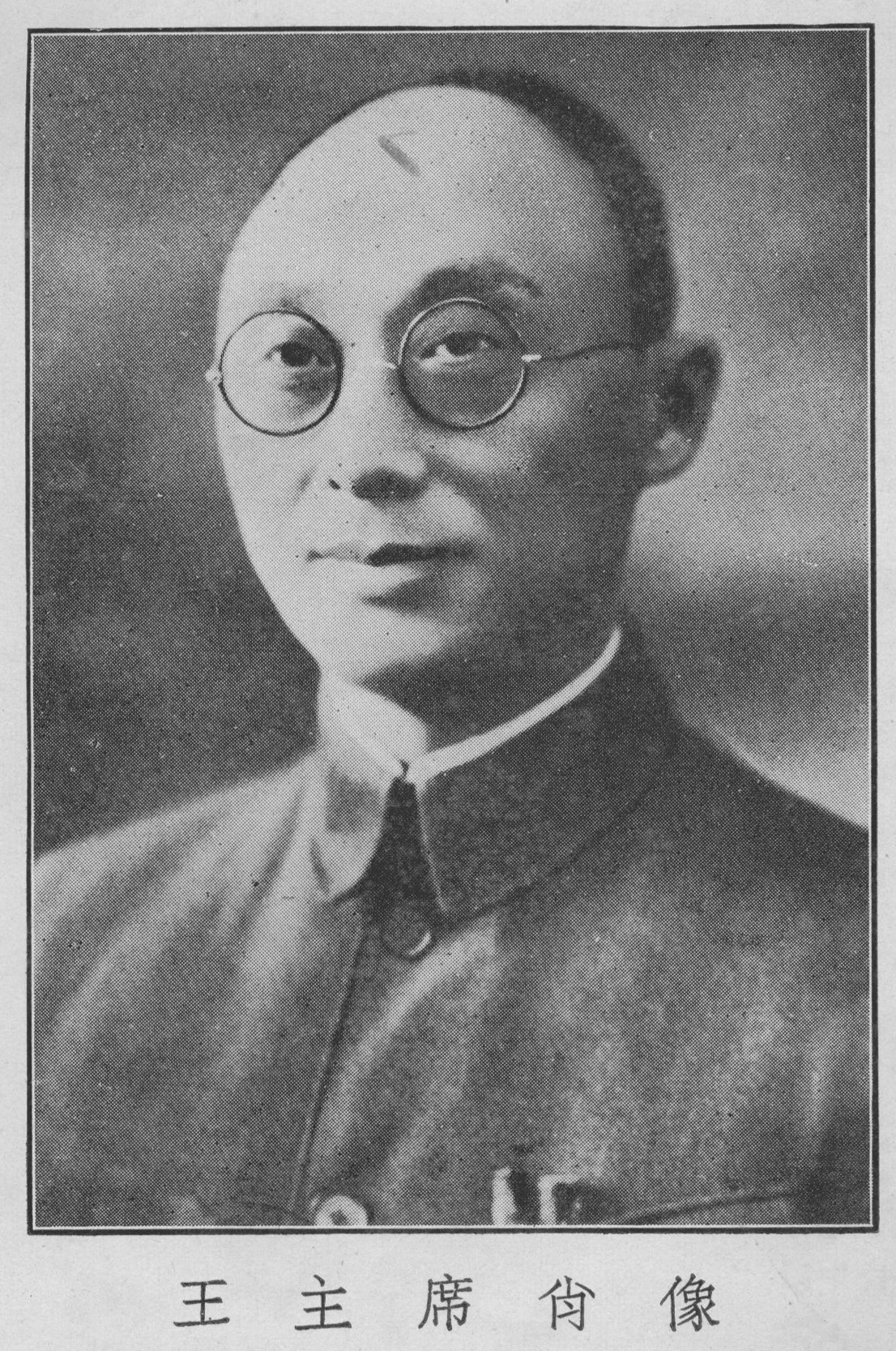
巴蜀学校的创办者，时任中華民國四川省主席王纘緒。

重庆市巴蜀中学校，简称巴蜀中学，是重庆的一所市教委直属重点中学，于1933年建校。全校现有121个教学班六七千学生，办学规模较大。除位于渝中区的本部外，还有巴蜀中学龙湖分校、金科分校；鲁能巴蜀中学、两江巴蜀初级中学校、北新巴蜀中学（合川）、渝东巴蜀中学（奉节）、重慶市涪陵巴蜀初級中學校；巴蜀科学城中学、诺林巴蜀外籍人员子女学校等。本部全校占地195亩。

## 历史
巴蜀中学由国民党四川省主席王缵绪创办，黄炎培亲荐聘江苏教育家周勖成为首任校长，卢作孚、康心如、何鲁等任校董，定下了“公正诚朴”校训。著名教育家叶圣陶先生曾在学校任教。它坐落于嘉陵江畔的张家花园，原是一所集幼稚园、小学、初中和高中于一体的闻名遐迩的私立学校。抗战期间，中华民国国民政府主席林森入川，为巴蜀学校题写了“成绩斐然”的匾额。周恩来总理在学校操场发表过爱国斗争的演讲。著名教育家叶圣陶创作了《巴蜀学校校歌》。1950年，由西南军政委员会接办改为“西南区干部子弟校”，中央非常重视，当时邓小平同志亲口指示：“只许办好，不许办坏。”1954年更名为“重庆市第四十一中学校”。1958年，学校被评为全市中学唯一“百面红旗”。1978年更名为“重庆巴蜀中学”。

## 知名校友
- 刘永清——前中共中央总书记胡锦涛的妻子
- 邹家华——前國務院副總理[2]
- 張真源、宋亚轩、严浩翔、劉耀文——時代峰峻旗下男子組合時代少年團成員